# چاه کنده (داراب)
چاه کنده یک روستا در ایران است که در استان فارس واقع شده‌است. چاه کنده ۲۱ نفر جمعیت دارد.